# Curuba
Curuba (Passiflora tarminiana) är en art i passionsblomssläktet inom familjen passionsblommeväxter från Ecuador. Den odlas som krukväxt och även för sina ätliga frukter. Inga underarter finns listade i Catalogue of Life.

## Bildgalleri

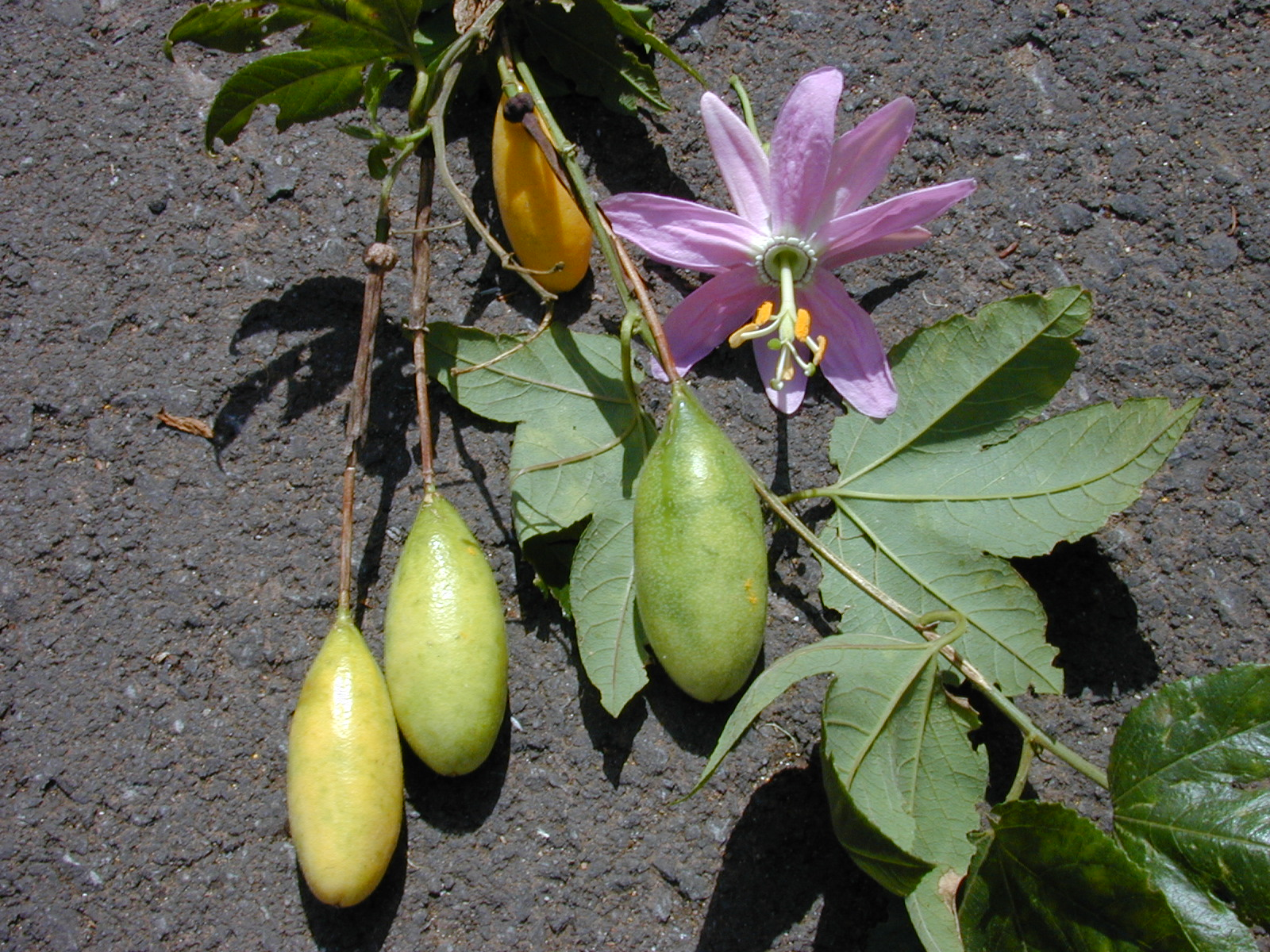
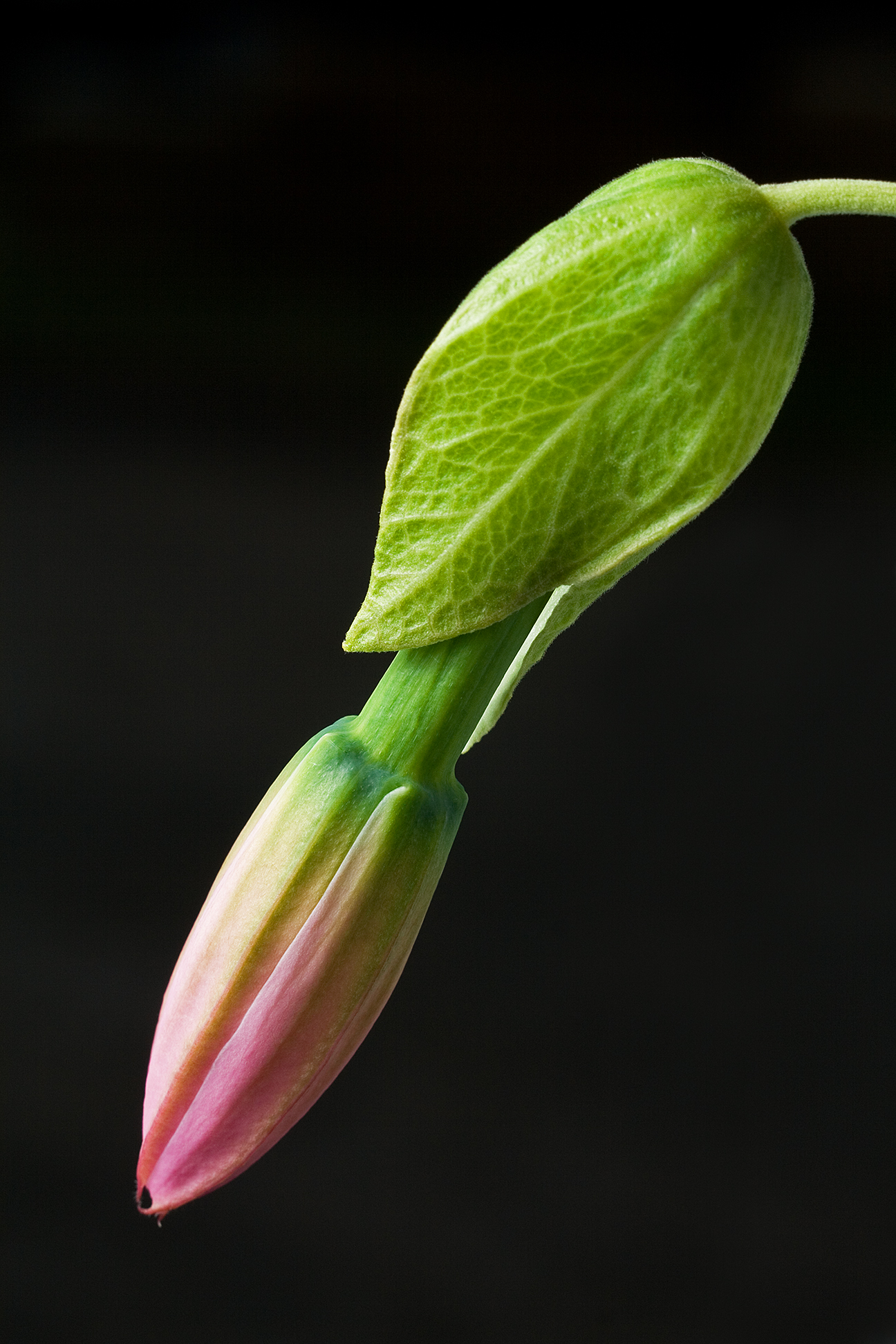
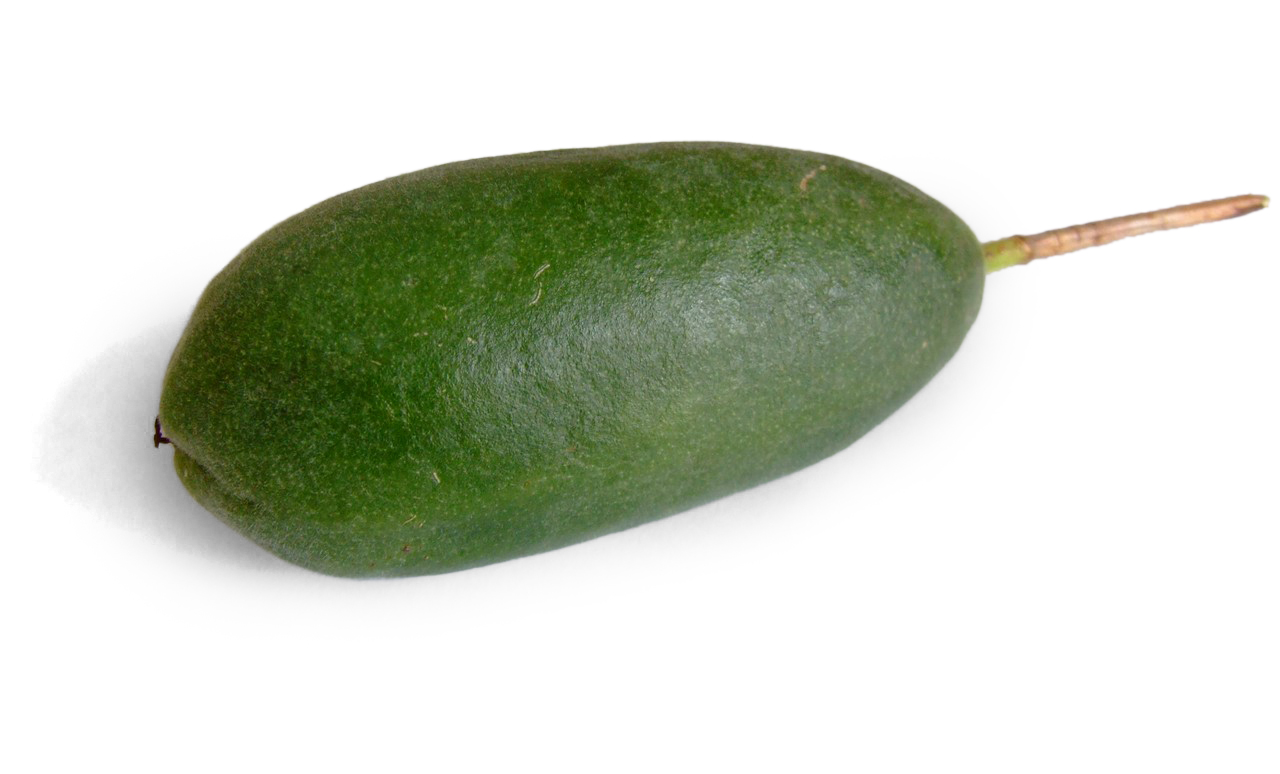
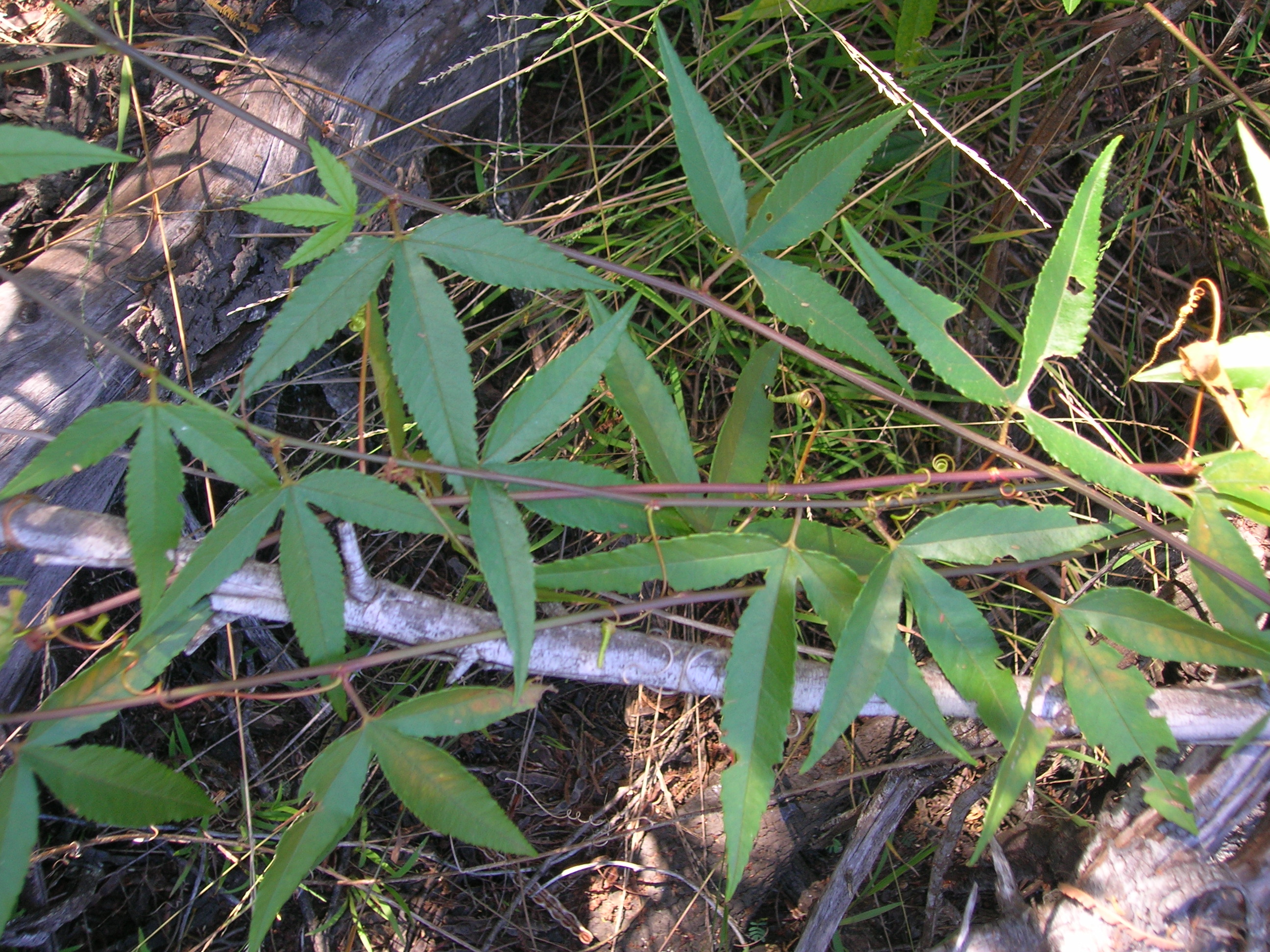
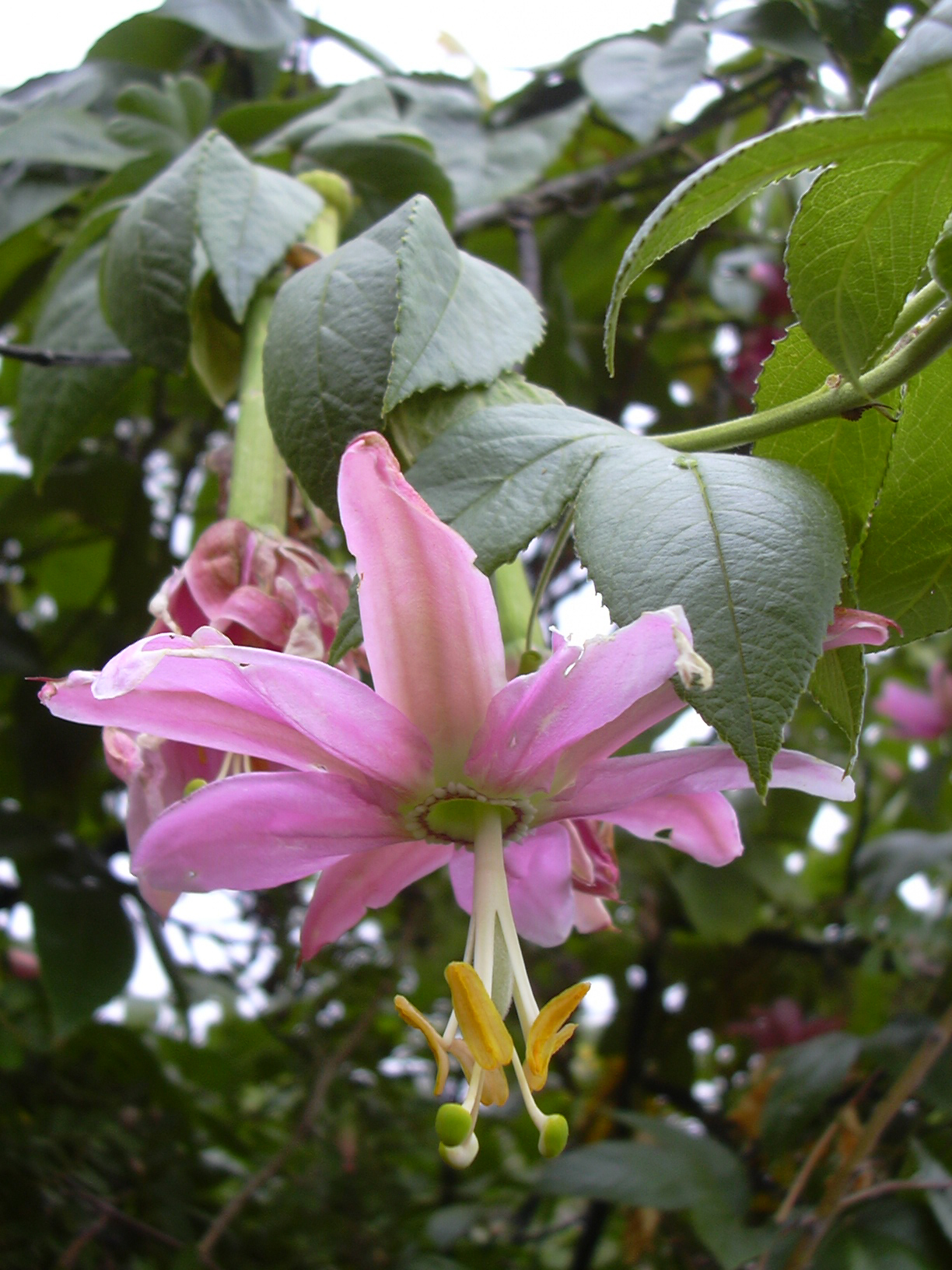